# Ronco all’Adige
Ronco all'Adige (velenceiül Ronco a l'Àdeze) település Olaszországban, Veneto régióban, Verona megyében. Lakosainak száma 5982 fő (2023. január 1.). Ronco all’Adige Belfiore, Isola Rizza, Oppeano, Palù, Zevio, Roverchiara és Albaredo d'Adige községekkel határos.

## Népesség
A település népességének változása:
| Lakosok száma | 6008 | 6001 | 5982 |
|               | 2017 | 2018 | 2023 |